# Turnen (Special Olympics)
Turnen (Special Olympics) ist eine Sportart, die auf den Regeln für das Boden- und Geräteturnen beruht und in Wettbewerben und Trainingseinheiten der Organisation Special Olympics weltweit für geistig und mehrfach beeinträchtigte Menschen angeboten wird. Turnen ist seit 1972 bei Special Olympics World Games vertreten und seit 2020 auch bei Special Olympics Deutschland als offizielle Sportart anerkannt.

## Allgemeines
In etwa eineinhalb Minuten zeigen Athleten ihr Können nach Wahl auf dem Reck oder Barren, dem Schwebebalken oder dem Pferd. Bei manchen Geräten kommt es mehr auf körperliche Stärke an, bei anderen auf Koordination, Geschwindigkeit oder Ausdauer.
Bei der Bewertung liegt der Schwerpunkt darauf, wie komplex die Übung ist und wie ästhetisch, balanciert und stabil sie dargeboten wird.

## Regeln
Es werden die Regeln der Fédération Internationale de Gymnastique (FIG) angewendet, soweit sie nicht im Widerspruch zu den offiziellen Special Olympics Sportregeln für Turnen oder zu Artikel 1 der Sportregeln stehen. So können Special Olympics Wettbewerbe nach weltweit gültigen allgemeinen Standards abgehalten werden.

## Besonderheiten bei Special Olympics
Bei Veranstaltungen von Special Olympics wird diese Sportart meist als artistische Gymnastik bezeichnet.
Vor den eigentlichen Wettbewerben finden Klassifizierungsrunden statt, damit die Athleten in möglichst leistungshomogene Gruppen eingeteilt werden können. Die Wettkämpfe werden in vier Stufen abgehalten. Auf Niveau 3 wird zum Beispiel verlangt, dass man beim Abgang vom Schwebebalken ein Rad schlägt und einen Handstandüberschlag ausführt.
Beim Mehrkampf müssen die Athleten bei allen Disziplinen auf demselben Niveau antreten. Wenn man jedoch nicht in allen Disziplinen am Wettbewerb teilnimmt, so kann man auf zwei verschiedenen Niveaus antreten. Der Unterschied darf aber nur ein Niveau betragen.
Special Olympics bietet für Sportler mit Seh- und Hörbeeinträchtigungen und Gehhilfen Coaching-Unterstützung, hörbare Hinweise und visuelle Hinweise an.

## Wettkämpfe
Angeboten werden bei Special Olympics International generell folgende Wettbewerbe, jeweils für Frauen, für Männer und für beide Geschlechter zusammen:
- Pferd
- Barren
- Reck
- Schwebebalken
- Bodenturnen
- Mehrkampf (Allround)

## Angebot bei Special Olympics World Games
Turnen ist seit 1972 bei Special Olympics World Games vertreten. Seit 2020 ist es auch bei Special Olympics Deutschland als offizielle Sportart anerkannt und im Aufbau begriffen (Stand: Oktober 2022).
2011 nahmen 29.077 Special Olympics Athleten an Wettbewerben in 95 Ländern teil.
Zu den Special Olympics Sommerspielen 2023 wurden 141 Athleten erwartet. Angeboten wurden auf dem Gelände der Messe Berlin für Frauen die Wettbewerbe
- Bodenturnen
- Sprung
- Stufenbarren
- Schwebebalken
- Mehrkampf (Gesamtpunktzahl aller vier Disziplinen)

und für Männer
- Bodenturnen
- Sprung
- Parallelbarren
- Pauschenpferd
- Ringe
- Reck
- Mehrkampf (Gesamtpunktzahl aller sechs Disziplinen)

## Erfolgreiche Turner (Auswahl)
- Lee Dockins, Special Olympics Vereinigte Staaten
- Luisa Egersdörfer, Special Olympics Deutschland
- Annabelle Tschech-Löffler, Special Olympics Deutschland